# صلاح‌الدین صباغ
صلاح‌الدین صباغ (انگلیسی: Salah al-Din al-Sabbagh؛ ۱۸۸۹ – ۱۹۴۵ (۵۶ ساله)) یک فرد نظامی اهل عراق بود.